# Total Loss Absorbing Capacity
Le Total Loss Absorbing Capacity (TLAC),,, recommandé par le Conseil de stabilité financière, est une réglementation qui vise à mettre les contribuables à l'abri de faillite bancaire.

## Principe
Le TLAC est applicable à trente banques depuis novembre 2019. Ces établissements sont considérés comme ayant une importance systémique : un défaut de l'un d'entre eux pouvant avoir des conséquences significatives à l'échelle mondiale. Chacune des trente banques concernées peut se voir appliquer des niveaux d'exigences réglementaires différents en fonction de sa taille et de ses activités principales.
Le niveau de fonds propres nécessaires à l'absorption des pertes (capital buffer) : les établissements bancaires systémiques sont répartis dans cinq catégories, la catégorie 1 (bucket 1) nécessite la constitution de 1 % de capitaux propres supplémentaires, c'est-à-dire un total de 16 % de leurs actifs pondérés en fonction du niveau de risque (RWA). Trois des quatre groupes bancaires français systémiques se trouvent dans cette catégorie : le groupe BPCE, le groupe Crédit Agricole et la Société Générale. La catégorie 2 (bucket 2) nécessite la constitution de 1,5 % de capitaux propres supplémentaires, c'est-à-dire un total de 16,5 % de leurs RWA. Le groupe BNP Paribas se trouve dans cette deuxième catégorie, tout comme la banque allemande Deutsche Bank et les banques américaines Goldman Sachs et Wells Fargo. Les catégories 3, 4 et 5 nécessitent respectivement 2 %, 2,5 % et 3,5 % de fonds propres supplémentaires pour couvrir leurs RWA. Deux banques sont dans le bucket 3 : Citigroup et HSBC, la seule banque dans le bucket 4 est JP Morgan Chase. Aucune banque n'est pour le moment dans la catégorie 5.